# Kurlandija
Kurlandija (latvijsko Kurzeme) je poleg Semigalije (Zemgale), osrednje Livonije (Vidzeme) in Latgalije (Latgale) ena od štirih zgodovinskih pokrajin Latvije.
Kurlandija leži jugozahodno od reke Daugave in opisuje zahodni del države, obdan z Baltskim morjem in Riškim zalivom, okoli mest Liepāja (Libau) in Ventspils (Windau).  Glavno mesto Kurlandije je bilo do leta 1919 Jelgava (Mitau). Rt Kolka je najsevernejša točka Kurlandije. Kurlandija ima površino 13.628,28 km2. Z izjemo Kurlandske Švice, hribovitega območja okoli Talsi (Talsen), je Kurlandija razmeroma ravninska. Glavna reka je Venta (Windau).

## Zgodovina
Kurlandija nosi ime baltskega naroda Kurov. Lastno ime Kurš ima koren v indoevropski besedi krs in pomeni "hitro gibljiv (na morju) ".

### Zgodnji srednji vek
Zgodovino Kurov se lahko zasleduje tja do 7. stoletja. Skupaj s Prusi so imeli takrat vodilno vlogo med baltskimi plemeni.
Že sredi 7. stoletja je Kurlandija bila pod vplivom proto-vikinške dinamike. Nordijske sage, zapisane šele v 13. stoletju, so pripovedovale o delih švedskih legendarnih kraljev Ivarja Vidfamne (Ívarr inn víðfaðmi, 655–695) in Haralda Hildenanda iz dinastije Skjödungar. Ivar Vidfamne naj bi osvojil baltske države in območje okoli Gardarik v Kareliji. Vendar ne more biti govora o trajni osvojitvi dežel , ker je njegovo cesarstvo razpadlo z njegovo smrtjo. Njegov domnevni vnuk Harald Hildenand naj bi območje vrnil pod švedsko oblast. Izkopavanja švedskih arheologov Birger Nerman in Bildstein von Priediens potrjujejo nordijsko prisotnost v Grobiņi (Seeburg) med 650 in 850. Na treh pokopališčih z upepeljevanjem skandinavskega tipa najdeno orožje in nakit kažejo dvakrat na Gotland kot izvorno področje in enkrat na dolino Mälar osrednje Švedske, matičnega področja plemena Svear .
V prvi polovici 8. stoletja so nastale na več krajih (Suaslaukas v Latviji, Apuole v Litvi, Wiskiauten v Samland in Truso blizu Elbing) podružnice nordijskih trgovcev. Skandinavske najdbe iz obdobja po letu 800 pa so v baltskih državah redke. Grobin je obstajal do približno leta 850. Na mestih poselitev na območju Prusov pa so prišle na dan najdbe iz kasnejših časov. Truso od okoli 900, Wiskiauten pa celo tja do 11. stoletja. Anglosaksonec Wulfstan, ki je obiskal prusko območje med letoma 880 in 890, je videl "številna mesta, v katerih je vladal kralj".
V svoji Vita sancti Anscharii iz leta 876 Rimbert, učenec škofa Ansgarja Bremenskega, omenja bitke med danskimi in švedskimi Vikingi in Kuri leta 855. Ko je Ansgar drugič (po letu 850) obiskal Švedsko, so Danci v Kurlandiji doživeli uničujoč poraz. Rimbert omenja Seeburg (Grobiņa) in Apulijo (Apuole) in o Kurih (ki jih imenuje Chori) piše, da so jih Švedi podvrgli, da pa so se že zdavnaj otresli jarma. Kralj Olof je z vojsko pristal v Kurlandiji. Njegov napad je bil usmerjen proti Seeburgu, ki ga je oropal in požgal. Pri napadu na Apulijo pa je naletel na precejšen odpor. Konec koncev so se Kuri predali in zavezali, da bodo plačala tribut inpriskrbeli talce. Na bojišču so arheologi našli železne konice puščic, ki so se v 9. in 10. stoletju. Skandinaviji pogosto uporabljale. Saxo Grammaticus poroča o napadih na Kurlandijo, do katerih je prišlo med letoma 866 in 894. Nordijski napadi na Kurlandijo pa so naleteli na premočan odpor, tako da so se Vikingi so se v naslednjem obdobju usmerili na druga področja. Snorri Sturluson (živel je v času vladavine danskega kralja Waldemarja II., vladal 1202-1241) piše v Heimskringli, da so kasneje Kuri, pa tudi Slovani, napadali dansko obalo, tako da so jo švedski Vikingi morali ščititi. V Kronikah 13. stoletja poročajo, da so Kuri večkrat oropali območja na Danskem in Švedskem. Adam von Bremen je kristjanom svetoval, naj se izogibajo kurlandske obale.
Okrasne igle, fibule in meči iz 10. stoletja so dokaz, da je kursko orožje in nakit prišlo na Dansko in Gotland. Pripomočke, podobne tistim iz okolice Klaipėde in Kretinge, so našli na obali Gotlanda. Grob v Hugleifsu potrjuje prisotnost Kurov na otoku. Ta odkritja kažejo na trgovinske odnose na Baltiku v 10. in 11. stoletju. Odlomek srebrnega vratnega obroča s sedlasto oblikovanim nakitom, ki je bil razširjen v osrednjih in vzhodnih delih Litve in Latvije, so našli na Gotlandu pri Botersu blizu Geruma - skupaj z arabskimi, bizantinskimi, anglosaškimi kovanci in kovanci iz nemškega področja -. Na Ölandu so odkrili še eno ovratnico istega tipa. Islandska saga Egil opisuje življenjski standard Kurov na začetku 10. stoletja, ko sta Vikinga Thorolf in Egil okoli leta 925 pustošila Kurlandijo. V 10. in 11. stoletju so trgovske vezi obstajale dalje, razen kadar so jih zmotili gusarski podvigi skandinavskih Vikingov.
Trdnjava z vasjo poleg nje je postala središče plemena na območju. Na začetku 9. stoletja je bilo pet občin, na začetku 13. stoletja pa osem. Delitev na občine je veljala za celoten Baltik. S časom so mogočni fevdalci razširili svoj vpliv na več občin. To fevdalno družbeno strukturo je bilo mogoče ohraniti, dokler so Balte obkrožali sosedi s podobno družbeno strukturo. Razmere so se spremenile, ko se je med 1226 in 1230 na zahodni meji pojavili viteški red, močan nasprotnik, ki ga je podpirala krščanska Evropa.

### Kurlandija v državi viteškega reda
Proti koncu 12. V 19. stoletju so severnonemški trgovci in misijonarji ustanovili trgovske in misijonske postaje na Daugavi. Zgodaj v 13. stoletju si je Kurlandijo podvrgel red bratov meča; ustanavljala so se bila nemška mesta, na deželi pa so dalje živeli Kuri, vendar zdaj pod nemško aristokratsko oblastjo.
Hkrati je leta 1231 začel tevtonski viteški red iz Kulma osvajati s Prusi poseljeno ozemlje, ki ga je Friderik II. v Zlati buli iz Riminija leta 1226 predal viteškemu redu in leta 1234 formalno podredil papežu. Leta 1237 se je oslabljeni red bratov mečev vključil v red tevtonskih vitezov. Tevtonski red je leta 1309 Poljski odvzel Pomeranijo in tako dobil skupno mejo s Svetim rimskim cesarstvom.
Potem ko sta si red bratov meča in Tevtonski viteški red z nasiljem podvrgla deželo, so se južni Kuri stopili s Prusi in Žemaiti, Samogiti, Samaiti in Nižjelitvanci, severni Kuri pa z Latvijci. Kurski narod je prvotno naseljeval celotno Kursko koso, dele celine ob Kurski laguni,  Memelandijo severno od Minge (pokrajini Lamotina in Pilsaten) in velike dele današnje pokrajine Severna Žemaiten (območje Ceclis). Na obali ležijo kurske pokrajine Pilsaten (področje Klaipėda), Megowen (področje Palanga), Duvzare in Piemare (področje Liepāja), Windau (področje Ventspils). 
Poleg Kurov, Latvijcev in skoraj izumrlih Livov na severni konici okoli Domesnäs / Rta Kolka so v Kurlandiji od srednjega veka dalje živeli še Nemci in Švedi, ki so se jim kasneje pridružili tudi Rusi. Veliki lastniki zemljišč in meščani, pastorji, zdravniki (tj. izobraženi sloji) in tudi rokodelci so bili od srednjega veka do poznega 20. stoletja, večinoma baltski Nemci. Nemščina je bila jezik višjega sloja, latvijščina pa jezik podeželskega prebivalstva.
S Poljsko-litovsko zvezo leta 1386 je Tevtonski red prvič naletel na močnega sovražnika. Po 2.<span typeof="mw:Entity" id="mwfw">&nbsp;</span>premirju iz Toruna 1466 je bila država reda razdeljena. Vzhodni del je ostal v rokah reda in postal fevd Poljske. Pomeranija, Kulmerland in drugi deli nekdanjega pruskega območja so bili združeni v sekularni "pruski kraljevski delež", ki je bil povezan v osebni uniji s Poljsko (kasneje večinoma zahodno-pruska provinca). Danzig, Thorn in Elbing so postali "svobodna" mesta pod vlado poljskega kralja ("poljska krona"). Severna območja Kurlandije in Livonije s prestolnico Rigo so sprva ostala neodvisna pod vodstvom deželnega poveljnika reda, a so vzbudila požrešnost Švedske in Rusije.
Prvi ruski poskus je leta 1502 odbil deželni mojster Wolter von Plettenberg. Ivan Grozni je z drugim napadom 1558 začel Livonsko vojno (1558–1582). Da se zaščitita pred rusko grožnjo, sta se leta 1561 Kurlandija in Livonija, ki so ju zastopali njuni viteški redi, podredili poljski suverenosti. Poljska je tako prišla v spor z Rusijo in Švedsko, ki je tudi njo povlekel v vojno.

### Vojvodina Kurlandija in Semgalija v drugi polovici 16. stoletja in v 17. stoletju
Zaradi vojnih okoliščin je Gotthard Kettler, zadnji deželni mojster Livonije, lahko v Kurlandiji in Semgaliji ustanovil posvetno vojvodstvo pod poljsko-litovsko suverenostjo, vendar brez območij škofije Kurlandija, ki je padla pod poljsko-litvanski del Livonije. Po njegovi smrti leta 1596 sta njegova sinova Wilhelm Kettler in Friedrich Kettler vojvodino razdelila na zahodno Kurlandijo in vzhodno Semgalijo. Wilhelm se je sprl z zemljiško gospoščino, ki so jo podpirali poljski nadrejeni, in je konec koncev moral zapustiti državo. Friedrich je tako leta 1616 lahko združil oba dela države. Ob poljsko-švedski vojni 1600–1629 za prevlado v baltskih državah je bila Kurlandija manj prizadeta. Leta 1629 je Švedska osvojila Livonijo, Kurlandija je ostala samostojno vojvodstvo pod poljsko suverenostjo. Tudi jugovzhodni del Livonije okoli Daugavpilsa je ostal poljski.
Kurlandija je svoj najvišji gospodarski razcvet doživela pod vojvodo Jakobom Kettlerjem. Svetovljanski vojvoda je bil zagovornik trgovskih idej in se je zavzemal za trgovino ne samo s svojimi neposrednimi sosedi, temveč tudi z Anglijo, Francijo, Portugalsko in drugimi deželami. Spodbujalo se je ladjedelništvo in obdelava kovin. Kurlandska pristaniška mesta Windau (danes Ventspils) in Libau (danes Liepāja) sta postali domači pristanišči za eno največjih evropskih trgovskih flot. Kettler je večkrat poskušal osvojiti kolonije na Tobagu in na področju Gambije. To je privedlo do konfliktov z drugimi kolonialnimi silami in domačini, ki jih je mala Kurlandija le stežka obvladala. Konec kurlandskega kolonializma je prišel z drugo švedsko-poljsko vojno: leta 1655 je švedska vojska vdrla v bogato Kurlandijo, leta 1658 je vojvoda prišel v švedsko ujetništvo. Kolonije so pripadle Nizozemski in Angliji, trgovska flota pa je bila večinoma uničena. Po mirovnem sporazumu je bil sicer Tobago spet v kurskih rokah, vendar je bila gospodarska moč Kurlandije uničena.
Sin vojvode Jakoba, Friderik Kazimir Kettler, si je privoščil drag dvor, gospodarstvo pa je še naprej propadalo. Da bi prišel do denarja, je Tobago prodal britanskim kolonistom. Pod sinom Frderikaa Kazimirja Friderikom Wilhelmom Kettlerjem (vladavina 1698–1711) , ki je kot mladoletnik vladal pod zaščito strica Ferdinanda in njegove matere, je država med severno vojno močno trpela zaradi invazije Švedov (1700 –1703 in 1704–1709) , prišla je celo pod upravo švedskega guvernerja.

### Med Poljsko in Rusijo
Mladi vojvoda, ki so ga dotlej vzgajali v Nemčiji, je komaj dobil svojo deželo nazaj, ko je leta 1711, takoj po poroki z rusko princeso Ano Ivanovno, umrl. Ovdovela vojvodinja Ana je pod zaščito svojega strica Petra Velikega zasedla prestol v Mitauu.
Stric njenega moža, vojvoda Ferdinand Kettler, je zdaj prevzel oblast, vendar je neprekinjeno živel v tujini. Ko je vojvodska komora hotela zapleniti zastavljeno premoženje in je bil imetnik zastavne pravice ustreljen, se je aristokracija v Varšavi pritožila, poljski visoki sod pa je odredil državno upravo, katere končni namen je bil po smrti Fredinanda brez otrok Kurlandijo formalno združiti s poljsko kot novo nastali fevd. Da bi to preprečili, so kurlandski stanovi leta 1726 za vojvodo izvolili sina poljskega kralja, grofa Moritza von Sachsen.Zaradi ruskega vpliva je Moritz leta 1729 bil prisiljen znova zapustil državo.
Leta 1731 se je poljski kralj Avgust II. končno odločil, da Ferdinandu Kettlerju prepusti Kurlandijo kot fevd. Ko je ta umrl leta 1737 in z njim vojvodska hiša Kettler, je Anna, ki je medtem zasedla ruski prestol, pri kurskih stanovih dosegla izvolitev svojega protežiranca, grofa Ernsta Johanna von Birona, na mesto vojvode. Po smrti njegove zaščitnice (1740) , med vladavino mladoletnega cesarja Ivana, kateremu je stal ob strani kot regent, ga je Münnich aretiral in izgnal v Sibirijo.
Kurlandski stanovi so nato leta 1758 za vojvodo izvolili saškega princa Karla, v korist katerega se je cesarica odpovedala vsem zahtevam do Kurlandije. Ko je na prestol prišel Peter III. je bil Biron spet svoboden in ko je Katarina Velika prišla na oblast, je Birona leta 1763 ponovno imenovala za vojvodo Kurlandije - pod zaščito 15.000 ruskih vojakov.  Biron je umrl leta 1772, potem ko je leta 1769 odstopil vlado sinu Petru.

### Ruska vladavina
Leta 1795 je Kurlandija v tretji delitvi Poljske prešla v Rusko cesarstvo. Formalno se je kurlandski parlament odločil, da bo državo podredil ruskemu žezlu. To odločitev je sporočil vojvodi Petru in jo potrdil z listino o dodelitvi. Leta 1795 je tako ves Baltik stal pod rusko vlado. Kurlandija je tako postala tretja ruska provinca v Baltiku, poleg takrat obstoječih provinc Estonije (današnji severni del Republike Estonije) in Livonije, ki jih je avtonomno upravljalo baltsko-nemško plemstvo. Privilegiji, ki jih je baltskim mestom in viteškim redom podelil Peter Veliki ob pridobitvi severnega Baltika z Nystadskim mirom leta 1721, so sprva veljali tudi v Kurlandiji in omogočali avtonomno samoupravo. Tako je na primer z resolucijo baltskih viteških redov 1816–1819 v Kurlandiji, Estoniji in v Livoniji ukinili tlačanstvo, čeprav je v Rusiji obstajalo še nadaljnjih 40 let.

### Kurlandija v svetovnih vojnah in po njih
Med prvo svetovno vojno je leta 1915 nemška vojska zasedla Kurlandijo. Z brest-litovskim mirom so Kurlandijo in Litvo izločili od ruske državne skupnosti. Na osnovi mnenja prebivalstva so osrednje sile želele ugotoviti, kakšna naj bi bila prihodnja državna ureditev teh dežel. Poleg tega je morala Rusija dovoliti, da bo Estonijo in Livonijo dalje zasedala nemška policija, dokler tam ne bodo vzpostavili lastnega državnega reda in lastnih državnih struktur, ki bi lahko zagotavljale varnost.
Ko je Latvijski ljudski svet novembra 1918 razglasil samostojno Republiko Latvijo, je menil s tem tudi Kurlandijo. Po razglasitvi Latvijske sovjetske republike decembra 1918 so boljševiško-latvijske čete in enote Rdeče armade januarja 1919 prodrle do reke Vente v Kurlandiji. Marca 1919 je prišlo do protiofenzive nemških in narodno-latvijskih čet. Prva Latvijska republika je obstajala do leta 1940.
Po ustanovitvi več baz v Kurlandiji v letu 1939 je 17. junija 1940 Rdeča armada z grožnjo nasilja zasede celotno Latvijo. Kot odgovor na protest veleposlanikov zahodnih sil je sovjetska vlada 21. julija 1940 razglasila ustanovitev Latvijske sovjetske socialistične republike, ki je zaprosila za priključitev ZSSR, do katere je prišlo avgusta 1940.Po nemško-sovjetskem paktu o nenapadanju in poznejši pogodbi o preselitvah med nemškim rajhom in Latvijo so baltske Nemce novembra / decembra 1939 že preselili v tako imenovani "Reichsgau Wartheland", od koder so jih po koncu vojne leta 1945 pregnali.
Po začetku nemško-sovjetske vojne (1941) so latvijsko ozemlje od poletja 1944 zasedle nemške enote in ga pripojile rajhskomisariatu Ostland. General d. R. Oskars Dankers je leta 1942 ustanovil kolaborantsko marionentno vlado, komunist Arturs Sprogis pa je po drugi strani vodil latvijske partizanske enote v bojih proti latvijskim enotam SS. Še februarja 1945 je nekdanja nemška armada Sever, obkoljena in preimenovana v armado Kurlandija, ustanovila marionetno republiko Kurlandija. V šestih "bitkah za Kurlandijo" z veliko žrtvami so od oktobra 1944 do marca 1945 v kurlandskem žepu obkoljene enote Wehrmachta, ob podpori latvijskih enot odbile vse sovjetske ofenzive. Skozi pristanišči Windau in Libau so se do 9. maja 1945 evakuirali begunci, ranjenci in vojaške enote. Približno 200.000 Nemcev in Latvijcev je prišlo 10.maja 1945 po brezpogojni predaji Wehrmachta v ujetništvo. Vojna in posledice vojne (beg in deportacije) so pomenile precejšnje izgube prebivalstva tudi za Kurlandijo.
Kurlandija je do leta 1991 pripadala Latvijski sovjetski socialistični republiki. Prisilna industrializacija je pomenila priseljevanje številnih pripadnikov drugih etničnih skupin iz ZSSR, med katerimi so prevladovali Rusi. 4. maja 1990 je Latvija razglasila svojo neodvisnost. Avgusta 1991, po koncu ZSSR, jo je priznala tudi Rusija.

## Mesta
| - Aizpute (Hasenpoth) - Dobele (Doblen) - Durbe (Durben) - Grobiņa (Grobin) - Kandava (Kandau) - Kuldīga (Goldingen) - Liepāja (Libau) - Pāvilosta (Paulshafen) - Piltene (Pilten) - Priekule (Preekuln) | - Sabile (Zabeln) - Saldus (Frauenburg) - Skrunda (Schrunden) - Stende (Stenden) - Talsi (Talsen) - Tukums (Tukkum) - Valdemārpils (Saßmacken) - Ventspils (Windau) |

## Spletne povezave
- Kurlandija po latvijsko
- Baza podatkov kurlandskih blagovnih dokumentov Arhivirano 2016-12-15 na Wayback Machine. ( Herderjev institut Marburg )
- Mesta in naravni parki v Kurlandiji (nemščina)

## Navedbe
1. ↑  Jan von Flocken: Katarina II. Ruska cesarica. Biografija. Verlag Neues Leben, Berlin 1991, ISBN 3-355-01215-7, S. 126.